# Circonscription d'Oxley
La circonscription d'Oxley est une circonscription électorale fédérale australienne dans le Queensland. Elle a été créée en 1949 et elle porte le nom de l'explorateur John Oxley.
Elle s'étend au sud-ouest du centre-ville de Brisbane et comprend une partie de la ville d'Ipswich. 
Une première circonscription avait été créée en 1901 mais elle a été supprimée en 1934 et remplacée par la circonscription de Griffith.
Son député le plus célèbre est Bill Hayden qui fut le chef de l'opposition travailliste de 1977 à 1983 avant de devenir gouverneur général en 1988.

## Représentants
| Nom               | Parti        | Période de mandat |
| ----------------- | ------------ | ----------------- |
| Donald A. Cameron | Libéral      | 1949–1961         |
| Bill Hayden       | Travailliste | 1961–1988         |
| Les Scott         | Travailliste | 1988–1996         |
| Pauline Hanson    | Indépendante | 1996–1997         |
| Pauline Hanson    | One Nation   | 1997–1998         |
| Bernie Ripoll     | Travailliste | 1998–2016         |
| Milton Dick       | Travailliste | 2016–en cours     |

## Résultats des élections
| Parti                            | Parti                        | Candidat                     | Voix   | %     | ±     |
| -------------------------------- | ---------------------------- | ---------------------------- | ------ | ----- | ----- |
|                                  | Travailliste                 | Milton Dick (en)             | 43 785 | 45,89 | +3,36 |
|                                  | Libéral national             | Kyle McMillen                | 27 385 | 28,70 | −5,87 |
|                                  | Verts                        | Asha Worsteling              | 13 595 | 14,25 | +2,61 |
|                                  | Une nation                   | Dylan Kozlowski              | 5 568  | 5,84  | −0,46 |
|                                  | UAP                          | Timothy Coombes              | 5 079  | 5,32  | +2,70 |
| Total des suffrages exprimés     | Total des suffrages exprimés | Total des suffrages exprimés | 95 412 | 96,38 | +1,13 |
| Votes nuls                       | Votes nuls                   | Votes nuls                   | 3 582  | 3,62  | −1,13 |
| Participation                    | Participation                | Participation                | 98 994 | 87,87 | −3,33 |
| Résultat de préférence bipartite |                              |                              |        |       |       |
|                                  | Travailliste                 | Milton Dick (en)             | 58 768 | 61,59 | +5,20 |
|                                  | Libéral national             | Kyle McMillen                | 36 644 | 38,41 | −5,20 |
|                                  | Travailliste retenir         | Travailliste retenir         | Swing  | +5,20 |       |